# Harold Whitlock
Héctor Harold Whitlock (16 de diciembre, de 1903 – 27 de diciembre, de 1985) fue un atleta británico especializado en marcha atlética.
Ganó la medalla de oro en los Juegos Olímpicos de Berlín 1936 en los 50 km marcha con una marca de 4 horas 30 minutos y 42 segundos seguido por el suizo Arthur Schwab y por el lituano Adalberts Bubenko.
Posteriormente fue campeón de Europa de 50 km marcha en París 1938, con una marca de 4h 11m 51 segundos. Participó también en los Juegos Olímpicos de Helsinki 1952, ocupando el puesto 11.
Su hermano, el también marchador Rex Whitlock, participó en los juegos olímpicos de Londres 1948 y Helsinki 1952, en estos últimos junto a Harold y ambos en la misma especialidad, los 50 km marcha.

## Honores
En el año 1966 se le otorgó la medalla del Orden del Imperio Británico.